# The Dedicated Tour
The Dedicated Tour es la tercera gira musical de la cantante canadiense Carly Rae Jepsen, realizada para promover su cuarto álbum de estudio, Dedicated (2019). La gira inició el 23 de mayo de 2019 en Estocolmo, Suecia y finalizará el 19 de julio de 2020 en Louisville, Estados Unidos. La gira recorrerá algunos países de Norteamérica, Europa, Asia y Oceanía, incluyendo algunos festivales musicales.

## Antecedentes
Jepsen anunció por primera vez el 1 de abril de 2019, que su cuarto álbum de estudio Dedicated se lanzaría el 17 de mayo de 2019, y que se embarcaría en la gira The Dedicated Tour como apoyo a este. También se anunció que por cada compra de un boleto se incluiría una copia del álbum. Durante la parte norteamericana de la gira, se donará un dólar por cada boleto comprado a las fundaciones Crisis Text Line y The Trevor Project en San Francisco. La cantante participa en varios festivales europeos como el Primavera Sound Barcelona durante la primera parte de la gira y ofrece conciertos íntimos en Londres y París. Se agregan fechas adicionales en Nueva York y Los Ángeles el 2 de abril de 2019. Las fechas para Canadá se agregaron el 23 de mayo de 2019. El 7 de julio se añadieron siete fechas en Asia. El 3 de diciembre se añaden nuevas fechas en Europa.

## Fechas
| Fecha                    | Ciudad           | País             | Recinto                                    | Acto de apertura                    |
| Europa - Etapa I         | Europa - Etapa I | Europa - Etapa I | Europa - Etapa I                           | Europa - Etapa I                    |
| ------------------------ | ---------------- | ---------------- | ------------------------------------------ | ----------------------------------- |
| 23 de mayo de 2019       | Estocolmo        | Suecia           | Gröna Lund                                 | Festival                            |
| 25 de mayo de 2019       | Hanover          | Alemania         | TUI Arena                                  | Festival                            |
| 27 de mayo de 2019       | París            | Francia          | Gaité Lyrique                              | Daya                                |
| 29 de mayo de 2019       | Londres          | Reino Unido      | XOYO                                       | Daya                                |
| 31 de mayo de 2019       | Barcelona        | España           | Parque del Fórum                           | Festival                            |
| 2 de junio de 2019       | Hilvarenbeek     | Países Bajos     | Safaripark Beekse Bergen                   | Festival                            |
| Norteamérica - Etapa II  |                  |                  |                                            |                                     |
| 27 de junio de 2019      | Anaheim          | Estados Unidos   | House of Blues                             | Mansionair                          |
| 28 de junio de 2019      | San Francisco    | Estados Unidos   | Bill Graham Civic Auditorium               | Mansionair                          |
| 29 de junio de 2019      | Reno             | Estados Unidos   | Grand Sierra Resort & Casino               | Mansionair                          |
| 1 de julio de 2019       | Salt Lake City   | Estados Unidos   | Salt Lake City Union Pacific Depot         | Mansionair                          |
| 3 de julio de 2019       | Denver           | Estados Unidos   | Ogden Theatre                              | Mansionair                          |
| 5 de julio de 2019       | Minneapolis      | Estados Unidos   | State Theatre                              | Mansionair                          |
| 6 de julio de 2019       | Saint Louis      | Estados Unidos   | The Pageant                                | Mansionair                          |
| 7 de julio de 2019       | Nashville        | Estados Unidos   | Ryman Auditorium                           | Mansionair                          |
| 9 de julio de 2019       | Chicago          | Estados Unidos   | Chicago Theatre                            | Mansionair                          |
| 10 de julio de 2019      | Indianápolis     | Estados Unidos   | Egyptian Room at Old National Centre       | Mansionair                          |
| 12 de julio de 2019      | Cincinnati       | Estados Unidos   | Bogart's                                   | Mansionair                          |
| 13 de julio de 2019      | Detroit          | Estados Unidos   | The Fillmore                               | Mansionair                          |
| 14 de julio de 2019      | Cleveland        | Estados Unidos   | House of Blues                             | Mansionair                          |
| 16 de julio de 2019      | Boston           | Estados Unidos   | House of Blues                             | Mansionair                          |
| 17 de julio de 2019      | Nueva York       | Estados Unidos   | Hammerstein Ballroom                       | Mansionair                          |
| 18 de julio de 2019      | Nueva York       | Estados Unidos   | Hammerstein Ballroom                       | Mansionair                          |
| 20 de julio de 2019      | Filadelfia       | Estados Unidos   | The Fillmore                               | Phoebe Ryan                         |
| 21 de julio de 2019      | Silver Spring    | Estados Unidos   | The Fillmore                               | Phoebe Ryan                         |
| 23 de julio de 2019      | Raleigh          | Estados Unidos   | The Ritz                                   | Phoebe Ryan                         |
| 24 de julio de 2019      | Charlotte        | Estados Unidos   | The Fillmore                               | Phoebe Ryan                         |
| 26 de julio de 2019      | Miami            | Estados Unidos   | The Fillmore at The Jackie Gleason Theater | Phoebe Ryan                         |
| 27 de julio de 2019      | Orlando          | Estados Unidos   | House of Blues                             | Phoebe Ryan                         |
| 28 de julio de 2019      | Atlanta          | Estados Unidos   | Tabernacle                                 | Phoebe Ryan                         |
| 30 de julio de 2019      | Nuevo Orleans    | Estados Unidos   | The Fillmore                               | Phoebe Ryan                         |
| 1 de agosto de 2019      | Dallas           | Estados Unidos   | House of Blues                             | Phoebe Ryan                         |
| 2 de agosto de 2019      | Houston          | Estados Unidos   | House of Blues                             | Phoebe Ryan                         |
| 3 de agosto de 2019      | Austin           | Estados Unidos   | ACL Live at the Moody Theater              | Phoebe Ryan                         |
| 4 de agosto de 2019      | San Antonio      | Estados Unidos   | The Aztec Theater                          | Phoebe Ryan                         |
| 6 de agosto de 2019      | Phoenix          | Estados Unidos   | The Van Buren                              | Phoebe Ryan                         |
| 8 de agosto de 2019      | San Diego        | Estados Unidos   | Humphreys Concerts by the Bay              | Phoebe Ryan                         |
| 10 de agosto de 2019     | Los Ángeles      | Estados Unidos   | The Wiltern                                | Phoebe Ryan                         |
| 11 de agosto de 2019     | Los Ángeles      | Estados Unidos   | The Wiltern                                | Phoebe Ryan                         |
| 28 de agosto de 2019     | Vancouver        | Canadá           | The Commodore Ballroom                     | Ralph                               |
| 29 de agosto de 2019     | Vancouver        | Canadá           | The Commodore Ballroom                     | Ralph                               |
| 1 de septiembre de 2019  | Victoria         | Canadá           | Royal Theatre                              | Ralph                               |
| 4 de septiembre de 2019  | Calgary          | Canadá           | MacEwan Hall                               | Ralph                               |
| 5 de septiembre de 2019  | Edmonton         | Canadá           | Winspear Centre                            | Ralph                               |
| 9 de septiembre de 2019  | Winnipeg         | Canadá           | Burton Cummings Theatre                    | Ralph                               |
| 10 de septiembre de 2019 | Thunder Bay      | Canadá           | Thunder Bay Community Auditorium           | Ralph                               |
| 12 de septiembre de 2019 | Montreal         | Canadá           | M Telus                                    | Ralph                               |
| 13 de septiembre de 2019 | Hamilton         | Canadá           | FirstOntario Concert Hall                  | Ralph                               |
| 14 de septiembre de 2019 | Toronto          | Canadá           | Sony Centre for the Performing Arts        | Ralph                               |
| 16 de septiembre de 2019 | Ottawa           | Canadá           | Bronson Centre                             | Ralph                               |
| 18 de septiembre de 2019 | Kitchener        | Canadá           | Centre in the Square                       | Ralph                               |
| 19 de septiembre de 2019 | London           | Canadá           | London Music Hall                          | Ralph                               |
| Asia - Etapa III         |                  |                  |                                            |                                     |
| 7 de agosto de 2019      | Tokio            | Japón            | NHK Hall                                   | N/A                                 |
| 9 de octubre de 2019     | Nagoya           | Japón            | Zepp Nagoya                                | N/A                                 |
| 10 de octubre de 2019    | Fukuoka          | Japón            | Zepp Fukuoka                               | N/A                                 |
| 11 de octubre de 2019    | Osaka            | Japón            | Zepp Osaka                                 | N/A                                 |
| 13 de octubre de 2019    | Sendai           | Japón            | Sendai GIGS                                | N/A                                 |
| 16 de octubre de 2019    | Pekín            | China            | Century Theater                            | N/A                                 |
| 18 de octubre de 2019    | Chengdu          | China            | Huaxi Live·528 M Space                     | N/A                                 |
| 20 de octubre de 2019    | Shanghái         | China            | Bandai Namco Shanghai Base Dream Hall      | N/A                                 |
| 21 de octubre de 2019    | Shanghái         | China            | Bandai Namco Shanghai Base Dream Hall      | N/A                                 |
| 23 de octubre de 2019    | Ciudad Quezón    | Filipinas        | New Frontier Theater                       | N/A                                 |
| Oceanía - Etapa IV       |                  |                  |                                            |                                     |
| 26 de noviembre de 2019  | Sídney           | Australia        | Enmore Theatre                             | Starley                             |
| 1 de diciembre de 2019   | Gold Coast       | Australia        | Estadio Carrara                            | N/A                                 |
| 2 de diciembre de 2019   | Melbourne        | Australia        | Forum Melbourne                            | Starley                             |
| 4 de diciembre de 2019   | Auckland         | Nueva Zelanda    | Auckland Town Hall                         | Starley                             |
| Europa - Etapa V         |                  |                  |                                            |                                     |
| 7 de febrero de 2020     | Mánchester       | Reino Unido      | O2 Victoria Warehouse                      | TBA                                 |
| 8 de febrero de 2020     | Londres          | Reino Unido      | O2 Academy Brixton                         | TBA                                 |
| 10 de febrero de 2020    | París            | Francia          | Olympia de París                           | TBA                                 |
| 12 de febrero de 2020    | Ámsterdam        | Países Bajos     | Paradiso                                   | TBA                                 |
| 13 de febrero de 2020    | Bruselas         | Bélgica          | La Madeleine                               | TBA                                 |
| 15 de febrero de 2020    | Colonia          | Alemania         | Essigfabrik                                | TBA                                 |
| 16 de febrero de 2020    | Hamburgo         | Alemania         | Große Freiheit 36                          | TBA                                 |
| 18 de febrero de 2020    | Múnich           | Alemania         | TonHalle                                   | TBA                                 |
| 19 de febrero de 2020    | Berlín           | Alemania         | Astra                                      | TBA                                 |
| 21 de febrero de 2020    | Oslo             | Noruega          | Sentrum Scen                               | TBA                                 |
| Norteamérica - Etapa VI  |                  |                  |                                            |                                     |
| 11 de abril de 2020      | Indio            | Estados Unidos   | Empire Polo Club                           | Aplazados por pandemia de COVID-19. |
| 12 de abril de 2020      | Oakland          | Estados Unidos   | Fox Theater                                | Aplazados por pandemia de COVID-19. |
| 14 de abril de 2020      | Seattle          | Estados Unidos   | The Moore Theatre                          | Aplazados por pandemia de COVID-19. |
| 15 de abril de 2020      | Seattle          | Estados Unidos   | The Moore Theatre                          | Aplazados por pandemia de COVID-19. |
| 16 de abril de 2020      | Portland         | Estados Unidos   | Roseland Theater                           | Aplazados por pandemia de COVID-19. |
| 18 de abril de 2020      | Indio            | Estados Unidos   | Empire Polo Club                           | Aplazados por pandemia de COVID-19. |
| 22-23 de mayo de 2020    | Ciudad de México | México           | Autódromo Hermanos Rodríguez               | Aplazados por pandemia de COVID-19. |
| 19 de julio de 2020      | Louisville       | Estados Unidos   | Waterfront Park                            | Aplazados por pandemia de COVID-19. |

### Conciertos Cancelados
| Día                   | Ciudad    | País      | Recinto          | Motivo                      |
| --------------------- | --------- | --------- | ---------------- | --------------------------- |
| 25 de octubre de 2019 | Hong Kong | Hong Kong | Rotunda 2, KITEC | Circunstancias inesperadas. |